# 36 Волос Вероники
36 Волос Вероники (лат. 36 Comae Berenices, HD 112769) — одиночная звезда в созвездии Волос Вероники на расстоянии приблизительно 349 световых лет (около 107 парсек) от Солнца. Видимая звёздная величина звезды — +4,76m.

## Характеристики
36 Волос Вероники — красный гигант спектрального класса M0IV, или M0III, или M0, или M0,5III, или M1IIIb, или M1, или M3, или Ma. Масса — около 1,287 солнечной, радиус — около 51,779 солнечного, светимость — около 377,762 солнечной. Эффективная температура — около 3943 K.

## Планетная система
В 2019 году учёными, анализирующими данные проектов HIPPARCOS и Gaia, у звезды обнаружена планета HIP 63355 b.